# Fercé-sur-Sarthe
Fercé-sur-Sarthe là một xã thuộc tỉnh Sarthe trong vùng Pays-de-la-Loire tây bắc nước Pháp. Xã này có diện tích 12,2 km2, dân số năm 2006 là 597 người.